# Borbély-Maczky Emil
Vitéz lévai Borbély-Maczky Emil (született: Maczky Emil, Heves, 1887. szeptember 6. – meghalt: valószínűleg Miskolc, 1945. március 27. előtt) magyar királyi honvédhuszár, politikus, országgyűlési képviselő, titkos tanácsos, főispán.

## Családi háttér, fiatal kora
Ifj. Maczky Emil 1887. szeptember 6-án született a Heves vármegyei Heves nagyközségben. Családjának több tagja is a vármegyei közéletben vállalt aktív szerepet, tisztségeket. Apja, id. Maczky Emil (1856–1924) végigjárta a vármegyei hierarchiát, lokálisan ismert és elismert közszereplő volt, aki rövid ideig országgyűlési képviselőként is tevékenykedett. Anyja a nagy múltú hevesi nemesi származású Fáy-család egyik tagja, Fáy Róza volt. Két testvére érte meg a felnőttkort: György (1880–1924) és Béla (1885–1942). Apai nagybátyjai Maczky Gyula, Heves vármegyei földbirtokos, valamint Maczky Valér voltak, utóbbi ismert ciszterci szerzetesként tanár, áldozópap és honvéd-segédlelkész volt.
Ifj. Maczky Emil a család eddig ismert egyetlen bizonyítottan nemesi tagja, ugyanis anyai nagyanyja, (lévai) Borbély Rozália, 1913-as halála előtt lánygyermekének három fiára, köztük ifj. Maczky Emilre ruházta át igazolt nemességét. Az ennek nyomán bekövetkezett névváltoztatás 1915 közepére zajlott le, a következő évtől már maga is Borbély-Maczky Emilként használta nevét.
Kétszer házasodott, előbb Kerekes Margitot vette feleségül, aki 1911. október 19-én elhunyt. Második felesége Hisnyay-Heinzelmann Eleonóra volt, aki a hizsnyóvízi vasgyár alapítójának leszármazottja volt.
Tanulmányait Kálban, Karcagon, Dobsinán és Egerben végezte, majd Nagyváradon végezte el a katonai iskolát.

## Katonai pályafutása
1906 nyarának végén hadapród-tiszthelyettessé nevezték ki a kassai m. kir. 5. honvéd-huszárezredhez, majd 1910-től a marosvásárhelyi 9. honvéd-huszárezredben szolgált. Az első világháború kitörése is itt érte, 1914. augusztus 8-tól megkezdődött a katonai csapatok bevagonírozása, 11-én érkeztek meg Lemberg városába, majd innen a mai Kamjanka-Buzkára lovagoltak. Az első komolyabb katonai akcióra augusztus 15-én került sor, Stojanow környékén a magyar csapatok megtámadták az orosz alakulatokat, a sikeresen végződött összecsapásban kitűnt Borbély-Maczky. Számos korabeli feljegyzés szerint bátor és hősies magatartást tanúsított, sőt az országos sajtóban is megjelent egy rövid, nevesített tudósítás az esetről. Miközben a megváltozó hadi helyzetből következően 1914 végéig Borbély-Maczky alakulata folyamatosan visszaszorult, ő maga november 10-én súlyos egészségügyi okok miatt elhagyta a frontot. Csak 1915 elején tért vissza, a február 17-i Wirchne-erdő melletti ütközetben már részt vett, és ismételten kitűnt aktív szerepvállalásával.
1916-ban a Bruszilov-offenzíva nyomán, súlyos veszteségek árán visszavonultak, majd hazavezényelték az egész hadosztályt Erdélybe. Nyár végétől a román alakulatokkal szemben harcolt hadosztályával, különösen a Mt. Rusului melletti eseményekben tűnt ki. Másfél év frontharc után 1917-1918 fordulóján kivonták a csapatokat, majd május 10-én az olasz frontra vezényelték. Itt azonban Borbély-Maczky már nem szolgált sokáig, június 17-én gránátnyomás érte, ami miatt egészségügyi ellátásra szorult, majd a felépülése után átvezényelték Vácra, a géppuskás tanfolyam parancsnokának.
Bartha Albert hadügyminiszter az október végi, november eleji események hatására 18-án azt a parancsot adta Borbély-Maczkynak, hogy utazzon a visszavonuló egykori hadosztálya elé, segítse az alakulat egyben tartását és fokozatos leszerelését, majd szervezett hazajutását Erdélybe. Ezt követően ő is hazatért a szülői házba Hevesre, és 1919. február 1-vel nyugállományba helyezték.
Katonai pályafutása során 1913. április 28-án főhadnaggyá, 1916. augusztus 1-én századossá, majd később 1932 márciusában szolgálaton kívüli őrnaggyá léptették elő. Első világháborús frontszolgálata miatt dicsérő elismerést (1914), legfelsőbb dicsérő elismerést (1915, 1917), hadidíszítményes 3. osztályú Katonai Érdemkeresztet (1917), 3. osztályú Vaskorona-rendet (1917, 1918) adományoztak neki.

## Politikai pályafutása

### Először a parlamentben és a főispáni székben
1919-ben új életet kívánt kezdeni, elsősorban földbirtokosként. Előbb a Borsod vármegyei Bótán úrilakot vásárolt, majd egy kisebb külterületi birtokot is. Az 1920. január 25-26-án tartott nemzetgyűlési választáson az ózdi járásban indult jelöltként, és nagy fölénnyel szerezte meg a mandátumot. Bár nem tartozott az aktív képviselők közé, a Bethlen Istvánhoz köthető tömegpárt-alakítási folyamatokban részt vett, de nem tartozott az eseményeket alakító személyek közé. A következő parlamenti ciklus lehetőségével már nem tervezett, 1922. február 4-én Borsod, Gömör-Kishont vármegyék főispánjává nevezték ki.
A főispáni beiktatás egyfajta kormánypárti erődemonstráció is volt, az 1922. március 11-i eseményen részt vett a vármegyei eliten kívül például Bethlen István miniszterelnök, Nagyatádi Szabó István pártelnök, vagy éppen Gömbös Gyula, az új Egységes Párt ügyvezető alelnöke. Első főispánsága során a legnagyobb feladata a nemzetgyűlési választások vármegyei koordinációja volt, melyet a későbbi kormánypártnak és vezetőinek igényei szerint valósított meg. Ennek nyomán azonban egyre közelebb került Gömbös Gyulához és a körülötte szerveződő radikális jobboldali társasághoz, így amikor a Bethlen-Gömbös szakításra sor került, Borbély-Maczky Emil felmentését kérte tisztsége alól (1923. augusztus 11.).

### A fajvédőkkel, és országos szervezetek élén
A Gömbös Gyulához való politikai és személyes közeledés révén Borbély-Maczky Emil már a kezdetektől követte a fajvédő mozgalom szerveződését, s bár a gyakorlatban nem töltött be vezető szerepet a Magyar Nemzeti Függetlenségi (Fajvédő) Pártban, de a vezéralakokkal (Zsilinszky Endre, Eckhardt Tibor, Kozma Miklós stb.) kapcsolatba került. A fajvédők táborán belüli reputációját az 1924-es időközi és 1926-os rendes országgyűlési választási szereplése növelte meg jelentősen. Előbbi alkalommal a fajvédők első nyilvános választási megmérettetésén, az egyik miskolci kerületben váratlanul jól szerepelt jelöltként (bár mandátumot nem szerzett végül), míg a két évvel későbbi általános voksolás során az alig két éve alakult fajvédő párt miskolci listavezetőjeként mandátumot tudott szerezni. Ennek értékét növeli, hogy a Gömbös-féle szerveződés országosan tragikusan szerepelt, Borbély-Maczky volt az egyetlen, aki valódi választási küzdelemben a fajvédő párt hivatalos jelöltjeként mandátumot szerzett.
A bomlásnak indult radikális jobboldali táboron belül hirtelen Gömbös egyik legfőbb bizalmasává lépett elő, és a mozgalom társadalmi hátterének újjászervezésével foglalkozott. A húszas évek második felében a két legjelentősebb radikális társadalmi szervezet (Magyar Országos Véderő Egyesület, Ébredő Magyarok Egyesülete) vezetője lett, és kezdeményezőként aktív szerepet vállalt a Magyar Frontharcosok Szövetségének megszervezésében. Jelentős szerepe volt tehát abban, hogy Gömbös Gyula politikai karaktere megerősödjön. Ahogy vezére közeledett Bethlen Istvánhoz, úgy Borbély-Maczky is egyre közelebb került a kormányzathoz. Ezt bizonyítja, hogy előbb 1929. június 17-én Horthy Miklós vitézzé avatta az első világháborús hősies magatartásáért, majd 1930. június 7-én ismét Borsod, Gömör-Kishont vármegyék főispánjává nevezték ki.

### A vármegyei vezér
Második főispáni ciklusában alapvetően három területre fókuszált Borbély-Maczky.
Egyrészt a mindenkori kormánypárt választási sikerét segíteni, vármegyei jelöltjeik mandátumszerzését minden eszközzel támogatni. Emiatt a korszakban az ellenzéki csoportok miatt a neve az országos közéletben szorosan összekapcsolódott a választási terror vádjával. Sőt, egykori harcostársával, Eckhardt Tiborral is összetűzésbe került, a korban már büntetett kardpárbajjal kívánták rendezni a konfliktusukat.
Másrészt a vármegyei apparátus átalakítása révén egy lojális és megbízható tisztviselői kart alakított ki, amely konfliktusokkal teli folyamatban ismét egyfajta diktatórikus vezető képe rajzolódott ki, főként a lokális sajtóban.
Harmadrészt pedig a szociális intézkedésekre is kiemelt figyelmet fordított. A két legjelentősebb szociális nagy projektje egyfelől a Mezőkövesd környéki barlanglakások felszámolására tett kísérlet, és ehhez kapcsolódóan a tibolddaróci Mikszáthfalva létrehozása; másfelől pedig a dél-borsodi területek ármentesítési munkálatainak kezdeményezése és támogatása volt. Mindkettővel súlyos, évtizedes problémát kívánt megoldani, előbbit kisebb, utóbbit nagyobb sikerrel.
1939-1940 fordulóján, az első bécsi döntés révén, ünnepélyesen kettévált Borsod és Gömör-Kishont vármegye, Borbély-Maczky előbbi főispánja maradt.
Második főispánságának utolsó harmadát a második világháború határozta meg. 1939. szeptember 1-én a miskolci központú VII. hadtestparancsnokság területére országmozgósítási kormánybiztossá nevezték ki, később ez kiegészült a közellátási kormánybiztossággal is. Ennek nyomán a lengyel menekültkérdés megoldása, a sorozás és beszolgáltatás biztosítása, és a vármegye rendjének megőrzése volt. Az ország háborúba történő belépésétől kezdve egyre aktívabban lépett fel a szélsőséges (elsősorban baloldali) megmozdulásokkal szemben, azonban a keleti harctérről hazatérő katonák és hírek miatt a vármegye hangulata fokozódott, amin csak egyre szigorúbb hatósági fellépéssel tudott úrrá lenni a főispán.
1944 sorsfordítónak bizonyult karrierje szempontjából: előbb február 26-án magyar királyi titkos tanácsosi méltóságot adományozott neki Horthy, a német megszállást követően pedig nem csak megerősítették pozíciójában, hanem április 26-án miskolci főispánná is kinevezték. Mivel hivatalban maradt, így az ő feladata lett a zsidósággal kapcsolatos intézkedések végrehajtása. A gettósításban és deportálásban a vármegye első számú vezetőjeként vitathatatlan szerepet töltött be, Mikuleczky Gyula alispánnal és Szlávy László polgármesterrel együtt.

## Karrierje vége
Az 1944-es év nem csak a karrierje miatt, hanem az élete szempontjából is sorsfordító volt. A nyilas hatalomátvétel előtti éjszaka német katonák letartóztatták, és Pestre szállították. Innen még elengedték, és feleségével hazatérhetett Bótára. Miközben október 25-én kormánybiztosi, 27-én minden főispáni tisztségéből felmentették, állandó csendőri megfigyelés alatt élt lakóhelyén. A szovjet katonák megjelenése, majd a front elvonulása nem hozott javulást életében. Mivel az 1945. február 16-án és március 29-én kiadott háborús bűnösöket tartalmazó kimutatáson szerepelt a neve, így nem meglepő, hogy az új hatóságok is kiemelten figyelték az egykori főispánt. A Magyar Államrendőrség helyi Politikai Főosztálya március 17-én letartóztatta. Március 24-én éjszaka, ismeretlen körülmények között eltűnt a főkapitányság épületéből, majd három nappal később megtalálták meztelen holttestét a miskolci Népkertben. A kihallgatás menete, az eltűnés és a gyilkosság körülményei máig tisztázatlanok, számos összeesküvés-elmélet övezi. Az utóbbi években két történész igyekezett levéltári források nyomán, objektívan rekonstruálni az eseményeket, de a végkövetkeztetés mindkettőjük esetében az, hogy jelenleg nem áll rendelkezésre elég információ a tettesek és motivációjuk konkrét meghatározásához. Holttestét titokban szállították Bótára, és április 4-én délután titokban egy kövekkel kirakott, síremlék nélküli helyre temették.

## Emlékezete
Az 1945 után kialakult politikai történetírói diskurzus negatívan viszonyult Borbély-Maczky Emilhez. A németek kiszolgálójának, ultrareakciósnak és népsanyargatónak bélyegezték meg. Mivel azonban valódi emlékezete nem maradt fent széles körben az egykori főispánnak, a hatvanas évekre egyre jobban elhomályosult emléke az emberek fejében. Csupán a családi közegben és a bótai lakosok körében maradt meg valamiféle emléke Borbély-Maczkynak. Ebben a 20. század végi politikai és kulturális rendszerváltozás sem hozott változást.